# Carolina Royal Ravens
Pour ligue compétitive, voir Call of Duty League.
Les Carolina Royal Ravens, anciennement London Royal Ravens, sont une équipe d'esports professionnelle américaine de la Call of Duty League (CDL) basée à Charlotte, en Caroline du Nord. Carolina Royal Ravens appartient à ReKTGlobal, une société mère d'e-sport qui possède également Rogue.

## Histoire

### London Royal Ravens (2019 - 2023)
ReKTGlobal annonce avoir acheté la place de Londres dans le CDL le 13 septembre 2019. L'équipe est la première des douze équipes de la CDL à révéler son image de marque, annoncée le 15 octobre 2019 sous le nom de London Royal Ravens. Le nom de l'équipe a été inspiré par la légende des Corbeaux de la Tour de Londres.
Le 12 novembre 2020, il est annoncé que le membre de Sidemen,Vikram « Vikkstar123 » Singh Barn est devenu copropriétaire de l'équipe.

### Carolina Royal Ravens (2023 - présent)
Avant de le début de la saison 2024, la franchise est relocalisée en Carolines aux États-Unis. Elle est alors rebaptisée Carolina Royal Ravens.

## Roster actuel
| Nat. | Pseudo  | Nom              | Rôle   | Date d'entrée   |
| ---- | ------- | ---------------- | ------ | --------------- |
|      | Gwinn   | Isaiah Gwinn     | Joueur | 9 novembre 2023 |
|      | SlasheR | Austin Liddicoat | Joueur | 23 octobre 2024 |
|      | TJHaLy  | Thomas Haly      | Joueur | 23 octobre 2024 |
|      | Vivid   | Reece Drost      | Joueur | 23 octobre 2024 |

|     | Saintt    | Brian Baroska | coach principal et manager | 22 septembre 2023 |
|     | Nagafen   | Jared Harrell | coach                      | 11 avril 2024     |
| N/A | KennKyoko | N/A           | coach                      | N/A               |

## Palmarès et résultats

### Aperçu des saisons
| Saison | Saison régulière | Saison régulière | Saison régulière | Saison régulière | Saison régulière | Saison régulière | Saison régulière | Rang final | Les séries éliminatoires                                                     | Note                              |
| Saison | J                | MG               | MP               | %MG              | GW               | GL               | GW%              | Rang final | Les séries éliminatoires                                                     | Note                              |
| ------ | ---------------- | ---------------- | ---------------- | ---------------- | ---------------- | ---------------- | ---------------- | ---------- | ---------------------------------------------------------------------------- | --------------------------------- |
| 2020   | 26               | 12               | 14               | 46,2%            | 57               | 60               | 48,7%            | 6e         | 4ème, perdu au 5ème tour des loser bracket, 1-3 (face à Chicago Huntsmen)    | En tant que London Royal Ravens   |
| 2021   | 32               | 9                | 23               | 28,1%            | 45               | 79               | 36,3%            | 10e        | Ne s'est pas qualifié                                                        | En tant que London Royal Ravens   |
| 2022   | 31               | 17               | 14               | 54,8%            | 63               | 62               | 50,4%            | 4e         | 7-8ème, perdu au premier tour des losers brackets, 2-3 (face aux NYSL)       | En tant que London Royal Ravens   |
| 2023   | 31               | 7                | 24               | 22,6%            | 40               | 81               | 33,1%            | 12e        | Ne s'est pas qualifié                                                        | En tant que London Royal Ravens   |
| 2024   | 37               | 13               | 24               | 35,1%            | 65               | 88               | 42,5%            | 10e        | Ne s'est pas qualifié                                                        | En tant que Carolina Royal Ravens |
| 2025   | 40               | 20               | 20               | 50,0%            | 75               | 78               | 49,0%            | 6e         | 7-8ème, perdu au premier tour des losers brackets, 0-3 (face à Atlanta FaZe) | En tant que Carolina Royal Ravens |